# غاني قباج
غاني قباج (بالفرنسية Rhany Kabbadj)، مطرب وممثل مغربي ولد بمدينة مراكش سنة 1972، من أب مغربي وأم جزائرية،

## حياته .
يوصف غاني قباج بالفنان المغاربي، لكونه مولود بالمغرب وأمه من أصول جزائرية وحيث قضى فترة من حياته في تونس. تنقل بين عدة دول كتونس خاصة في مدينة المنزه ، وكان عمره وقتها (14) عام، والمغرب والولايات المتحدة الأمريكية وفرنسا قبل أن ينتهي به المطاف إلى الاستقرار في بلده الأصلي المغرب وتحديدا في الدار البيضاء.
نشأ غاني في أسرة فنية ، فوالده كان عازفاً علي آلة العود ، ووالدته كانت من عائلة فنية جزائرية، وكانت ذات أذن موسيقية متميزة ، تعرف غاني من خلالها علي التراث الجزائري وما يحمله من موسيقي وألحان، وعلي الرغم من ذلك فقد عاني القباج في بداياته الفنية ؛ وذلك لسببين ، أولهما الدراسة والتي كانت من اولويات القباجي،وثانيهما كثرة التنقل بين البلدان دون الاستقرار في بلد معين ، وهو الأمر الذي تهيأ له عندما استقر بالمغرب وبدأ مشواره الفني.

## مسيرته الفنية.
تميزت مسيرة غاني الفنية بتعدد الأعمال واختلافها ما بين الطرب والأغاني ، والمسلسلات ، والبرامج، والكوميديا، ولذلك فهو من الفنانين متعددي المواهب.
كان أول ظهور له على شاشة التلفاز مع قناة تونسية وهو في عمر17 سنة، أما أول ظهور له على التلفزة المغربية فكان في بداية تسعينيات القرن الماضي من خلال برنامج استوديو 5 الذي كان يقدمه الإعلامي عزيز شهال، ، ولثقته في قدرات غاني الفنية فقد اتاح له فرصة الغناء في البرنامج ، والذي كان يصنف وقتها من بين أكثر البرامج متابعة من قبل الجمهور المغربي ،ليشارك بعدها في أفلام وبرامج تلفزية في قنوات وطنية ودولية.
وقد أطل غاني علي الجمهور العربي من خلال المسلسل المصري " 2× الصندوق" ، والذي تم عرضه علي قناة "أم. بي. سي. مصر) في احد المواسم الرمضانية ، وكان هذه هي التجربة الاولي لغاني قباج في مجال التمثيل.
شارك القباجي في مهرجان الشرق للضحك في نسخته الثانية ، والمقام بالمنتجع السياحي المطل علي بحيرة "مارتشيكا" بمدينة الناظور، وقد ألهب الفنان المغربي الجمهور الذي جاء إليه من مختلف مدن الجهة الشرقية بأعداد غفيرة ؛ حيث امتعهم بباقة مختارة من أغانيه ، تخلل وصلاتها عرضاً كوميدياً بعنوان "غاني بالفيتامين"
وشارك غاني أيضاَ في مهرجان موازين الفني بالمغرب. وقد اختير غاني قباج وهو متزوج وأب لطفلين، كأفضل فنان إفريقي.

## أعماله

### الأغاني[13]
| اسم الأغنية    | السنة | الألبوم              |
| -------------- | ----- | -------------------- |
| ماميا          | 2013  | دايزين               |
| داك زمان       | 2011  | ليلة                 |
| بنت الجار      | 2019  | بنت الجار            |
| زينك           | 2013  | دايزين               |
| جابني مجيبة    | 2019  | جابني مجيبة          |
| ملكتي روحي     | 2014  | The Essential        |
| دنيا فانية     | 2013  | دايزين               |
| محبوب خاطري    | 2014  | The Essential        |
| ما منوش        | 2019  | ما منوش              |
| هادي الدنيا    | 2013  | دايزين               |
| بلادي الغالية  | 2019  | بلادي الغالية        |
| ملكي           | 2008  | ألمتني               |
| زينك يا بودلال | 2010  | أفضل أغاني غاني قباج |
| الصراحة راحة   | 2013  | دايزين               |
| كولو ليا كولو  | 2014  | The Essential        |
| خلوني نبكي     | 2010  | أفضل أغاني غاني قباج |
| نايمة          | 2011  | ليلة                 |
| بنادم          | 2013  | دايزين               |
| مولانا         | 2013  | دايزين               |
| صعب عليا       | 2011  | ليلة                 |
| أجي قرب        | 2011  | ليلة                 |
| ربي يعفو       | 2013  | دايزين               |
| ديك الليلة     | 2011  | ليلة                 |
| السمرا هي      | 2011  | ليلة                 |
| علاش           | 2008  | Pour Toi             |
| تعكست          | 2010  | أفضل أغاني غاني قباج |
| موني موني      | 2014  | The Essential        |

### المسلسلات.
- 2019م عيون غائمة - مسلسل - من تأليف عبدالحق الزراولي وإخراج سعيد خلاف.[18][19][20][21]
- 2020م اثنين في الصندوق - مسلسل - من تأليف لؤي السيد وإخراج محمد مصطفي.[22][23][24][25][26][27]
- 2021م باب البحر - مسلسل - من تأليف سامية أقريو وإخراج شوقي العوفير.[28][29]
- 2022م صافي سالينا - مسلسل- من تأليف عدنان موحجة ، وإخراج محمد علي المجبود.

### منوعات أخري.
- قام بعمل الموسيقي التصويرية لمسلسل صافي سالينا 2022م
- قام بعمل الألحان والموسيقي التصويرية لفيلم " اوشتام " 1997م.
- اطلق غاني قناة خاصة علي منصة اليوتيوب تهتم بمجال الطبخ ، حيث يقدم وصفات سريعة وبسيطة في أطار كوميدي رائع، وقد اطلق علي القناة اسم "غانيز كيتشن" 
- قام الفنان غاني قباج في 2023م بجولة فنية في العديد من المدن المغربية لعرض عمله الكوميدي "Le Double Je" والذي كان عرضه الأول في مدينة الرباط علي خشبة مسرح محمد الخامس ، كما تم عرضه ايضًا في صالة ميغاراما في الدار البيضاء، وقد كانت جولة القباج جولة تحمل الطابع الانساني فقد كانت بالشراكة مع المؤسسة التطوعية " روتاري كلوب" ويمثل هذا العرض تحفة فنية وهو من تأليف مشترك بين الفنان المغربي والممثل المغربي عدنان موحجة ، أما الاخراج المسرحي فكان من توقيع عدنان موحجة بمساعدة الفنان مصطفي خونا.ويحكي العمل عن عدة أشخاص يعيشون في جسد واحد ، ويقوم فيه الفنان المغربي بتجسيد مجموعة من الشخصيات مثل شخصية النجم الراحل إلفيس يريسلي ، بالإضافة إلي شخصيات من محيط غاني العائلي ، كل ذلك في قالب كوميدي ، وهذا العرض تم تقديمه من قبل في فرنسا ولوكسمبورج واحرز نجاحاً كبيرًا.

## روابط خارجية
- غاني قباج على موقع IMDb (الإنجليزية)
- غاني قباج على موقع قاعدة بيانات الأفلام العربية
- غاني قباج على موقع ديسكوغز (الإنجليزية)